# Bernard Chanda
Bernard Chanda (Luanshya, Rodesia del Norte, 1952-Luanshya, Zambia, 16 de mayo de 1993) fue un futbolista y entrenador de fútbol de Zambia que jugó en la posición de delantero.

## Carrera

### Club
| Periodo   | Club               |
| --------- | ------------------ |
| 1966-1968 | Buseko FC          |
| 1969-1971 | Roan United        |
| 1971-1973 | Mufulira Wanderers |
| 1974–1981 | Rhokana United     |
| 1982      | Mutondo Stars      |

### Selección nacional
Jugó para Zambia en 68 ocasiones de 1970 a 1980 y anotó 29 goles; participó en la Copa Africana de Naciones 1974.

### Entrenador
| Periodo   | Club              |
| --------- | ----------------- |
| 1983–1984 | Mutondo Stars     |
| 1985      | Gaborone United   |
| 1986–1988 | Kafue Textiles FC |
| 1988–1991 | Roan United       |
| 1991–1993 | Ndola Lime FC     |

## Muerte
Chanda murió el 16 de mayo de 1993 en el Luanshya Mine Hospital luego de estar mal de salud, la cual afectó sus piernas y provocó su hospitalización por tres semanas antes de su muerte.

## Logros

### Jugador
- Copa de Zambia (2): 1971, 1973

### Entrenador
- Copa Desafío de Botsuana (1): 1985
- Copa Independencia de Botsuana (1): 1985

### Individual
- Futbolista Zambiano del Año en 1974.